# Гипсленд (озёра)
Ги́псленд (англ. Gippsland Lakes) — сеть из нескольких озёр, маршей и лагун в восточной части региона Гипсленд в штате Виктория в Австралии. Выделяется в отдельный регион.

## География

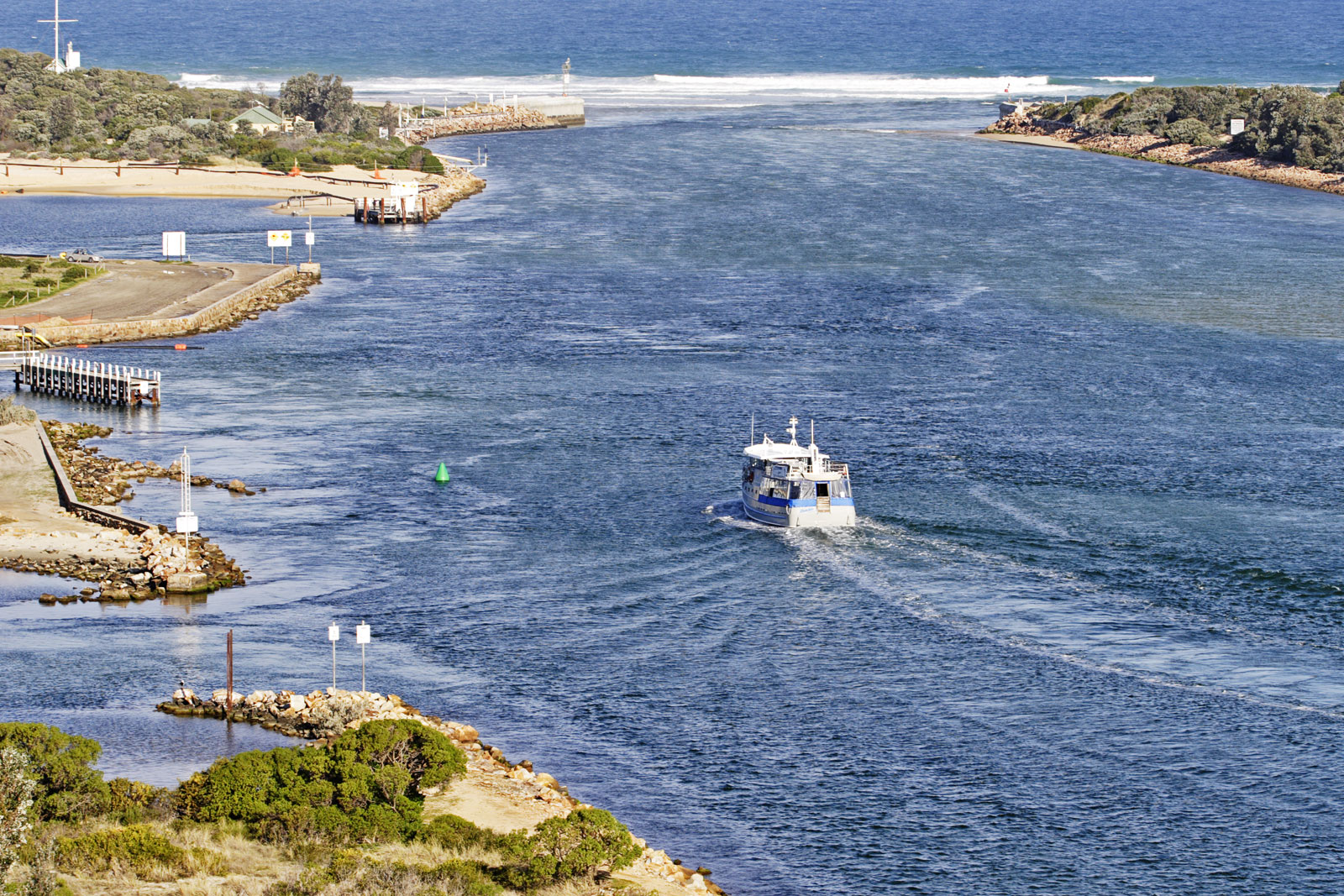
В районе городка Лейкс-Энтранс, название которого так и переводится: «Вход в озёра».

Сеть озёр Гиппсленд протянута примерно на 70 километров вдоль побережья, имеет ширину до 10 километров и занимает площадь 600,15 км²; озёра отделены от океана песчаными дюнами, которые являются частью «90-мильного пляжа». Крупнейшие озёра: Веллингтон (150 км²), Виктория (150 км²), Рив (52 км²), Кинг (44 км²), Коулман (13 км²) и Тайрс (9,5 км²). Впадающие реки: Эйвон, Томсон, Латроб, Митчелл, Николсон и Тамбо.
Часть озёр являются «прибрежным парком» и «национальным парком», местом «Рамсар» (с 15 декабря 1982 года) и «Ключевой орнитологической территорией».
Озёра являются популярной туристической достопримечательностью. На берегах расположены несколько городков, живущие в основном за счёт туризма: Лейкс-Энтранс (4569 жителей по данным 2011 года), Метанг (1207; 2006), Пейнсвилл (2967; 2006), Лох-Спорт (689; 2011). Из примечательных островов можно отметить Реймонд, находящийся на озере Кинг, имеющий площадь около 9 км² и население 479 человек (2006). Остров интересен крупной популяцией коал, которые были успешно интродуцированы сюда в 1953 году.
В водах озёр в заметном количестве обитают рыбы типов bream и Girella tricuspidata; кефалевые, плоскоголововые, ставридовые. Всего в озёрах Гиппсленд и по его берегам живут около 400 видов растений и около 300 видов животных, в том числе зарегистрировано около полусотни дельфинов вида Tursiops australis. Озёра являются домом примерно для 20 тысяч птиц, особо много здесь чёрных лебедей, каштановых чирков, лопастных уток, австралийских крачек.
В 2011 году в озёрах Гиппсленд наблюдалась нехарактерное, но очень красивое явление: вода светилась синим цветом из-за появившихся здесь в большом количестве ночесветок.